# Little Stanney
Little Stanney est une paroisse civile et un village du Cheshire, en Angleterre.